# Klampenborgbanen
Klampenborgbanen är en järnvägslinje på Själland i Danmark, invigd 1863 och trafikerad med S-tåg mellan Klampenborg och Köpenhamn, linje C. Den ligger parallellt med Kystbanen mellan Köpenhamn och Helsingör.

## Historik

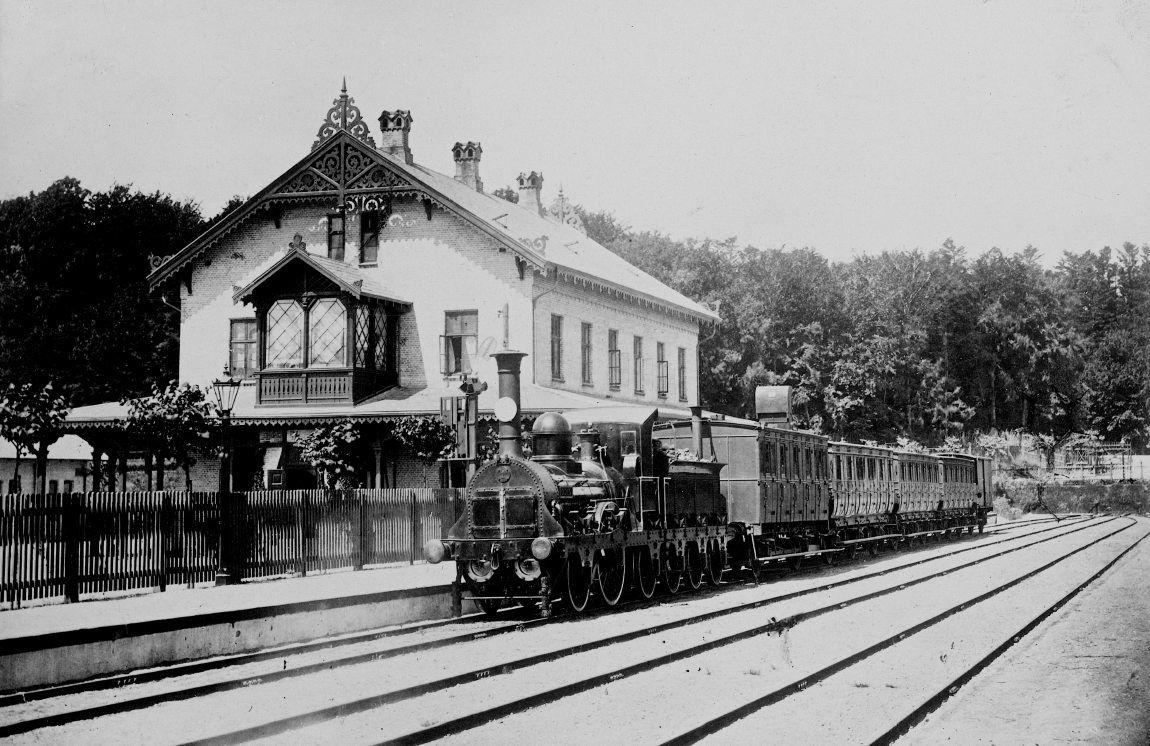
Tåg på Klampenborgs station 1868.

Klampenborgbanan invigdes den 22 juli 1863 mellan Köpenhamn och Klampenborg norr om Köpenhamn. Banan elektrifierades 1934 och då började S-tågen köra där.